# 1000-km-Rennen von Spa-Francorchamps 1985

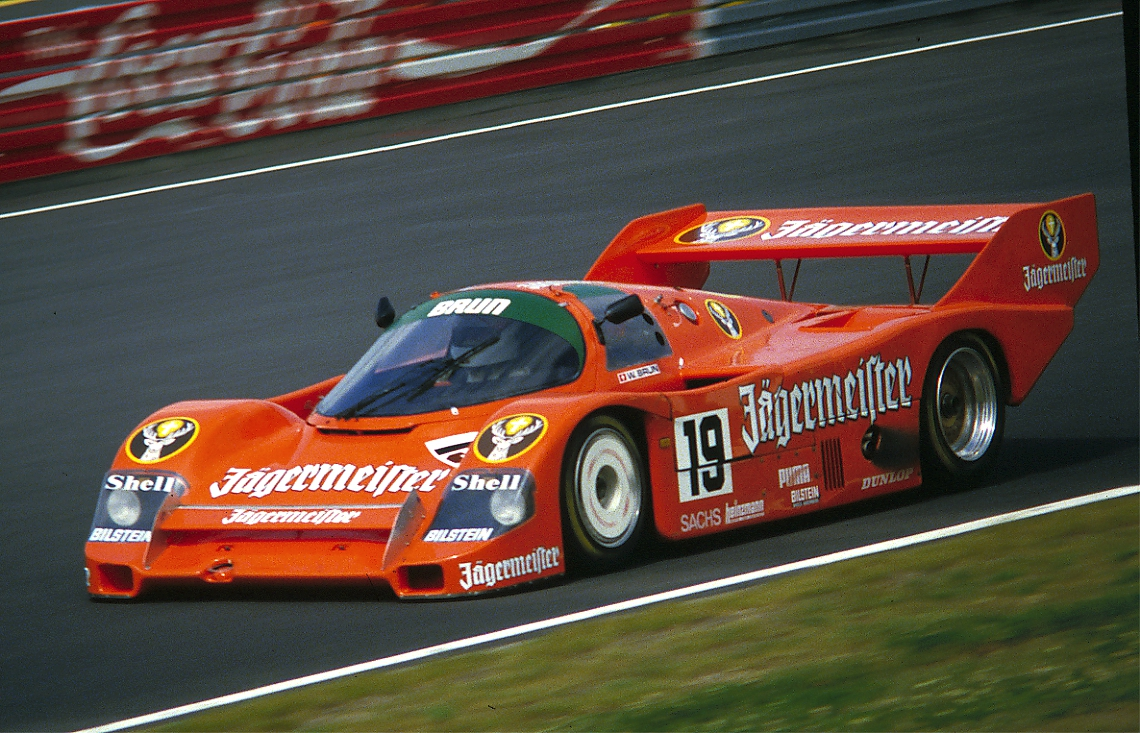
Der Brun-Porsche 956 B, Fahrgestellnummer 116, mit dem Stefan Bellof im Rennen tödlich verunglückte

Das 14. 1000-km-Rennen von Spa-Francorchamps, auch 1000 km, Spa World Endurance Championship, Spa-Francorchamps, fand am 1. September 1985 auf dem Circuit de Spa-Francorchamps statt und war der siebte Wertungslauf der Sportwagen-Weltmeisterschaft dieses Jahres.

## Das Rennen
Drei Wochen nach dem Unfalltod von Manfred Winkelhock beim 1000-km-Rennen von Mosport verunglückte der zweite damalige deutsche Formel-1-Pilot Stefan Bellof bei einem Sportwagenrennen tödlich. Bellof startete in der Formel-1-Weltmeisterschaft für Tyrrell und fuhr dort nach dem Monopostomodell 012 ab dem Großen Preis von Österreich den Tyrrell 014. Nach dem Gewinn der Fahrer-Weltmeisterschaft der Sportwagen-Weltmeisterschaft 1984 hatte Bellof das Porsche-Werksteam verlassen und war zu Brun Motorsport gewechselt. Sein Teamkollege war der Belgier Thierry Boutsen.
In der 74. Runde war Bellof im Porsche 956 B auf den führenden Jacky Ickx im Werks-Porsche 962 C aufgelaufen. Hinter ihm lag der Lancia LC2-85 des Trainingsschnellsten Riccardo Patrese. Trotz einiger Versuche gelang es Bellof drei Runden lang nicht, am Porsche von Ickx vorbeizugehen. In der 77. Runde überrundeten beide bei der Anfahrt zur Spitzkehre von La Source den von Henri Pescarolo gesteuerten Cougar C12, wodurch die Porsche eng zusammen rückten. Bei der Anfahrt zur Eau Rouge versuchte Bellof Ickx links zu überholen. Ein Überholvorgang in der Eau Rouge war ein großes Wagnis und galt in Fachkreisen als unmöglich. Obwohl Ickx, der Bellof im Rückspiegel kommen sah, so weit rechts wie möglich fuhr, reichte der vorhandene Platz für zwei Fahrzeuge nicht aus. In der Senke berührte der Bellof-Porsche innen bei 240 km/h einen Curb und kollidierte mit dem Ickx-Porsche, der sich mehrmals drehte und mit dem Heck in eine Begrenzung rutschte. Bellof fuhr links fast ungebremst in die Leitschiene, die dem Aufprall nicht standhielt und brach. Der dahinterliegende Erdwall stoppte den Porsche, dessen Vorderwagen komplett zerstört wurde. Eine Stunde lang versuchten die Rettungskräfte vergeblich Beloffs Leben zu retten.
Wie schon in Mosport trat auch in Spa ob des tödlichen Unfalls das Rennergebnis in den Hintergrund. Mauro Baldi, Bob Wollek und Riccardo Patrese gewannen im Lancia mit dem Vorsprung von zwei Minuten vor dem Porsche von Derek Bell und Hans-Joachim Stuck. Mit der Bekanntgabe des Todes von Stefan Bellof wurde das Rennen nach einer Fahrzeit von 5 Stunden (847,778 km) abgebrochen.

## Ergebnisse

### Schlussklassement
| 1                  | C1  | 5   | Martini Lancia                    | Mauro Baldi Bob Wollek Riccardo Patrese               | Lancia LC2-85   | 122 |
| 2                  | C1  | 2   | Rothmans Porsche                  | Derek Bell Hans-Joachim Stuck                         | Porsche 962C    | 122 |
| 3                  | C1  | 7   | New Man Joest Racing              | Klaus Ludwig Paolo Barilla                            | Porsche 956B    | 121 |
| 4                  | C1  | 4   | Martini Lancia                    | Riccardo Patrese Alessandro Nannini Mauro Baldi       | Lancia LC2-85   | 121 |
| 5                  | C1  | 51  | Jaguar                            | Mike Thackwell Martin Brundle                         | Jaguar XJR-6    | 120 |
| 6                  | C1  | 8   | New Man Joest Racing              | Louis Krages Marc Duez Volker Weidler                 | Porsche 956     | 120 |
| 7                  | C1  | 34  | Cosmik Racing Promotion           | Christian Danner Costas Los                           | March 84G       | 114 |
| 8                  | C1  | 26  | Obermaier-Racing                  | Jürgen Lässig Hervé Regout Jesús Pareja               | Porsche 956     | 113 |
| 9                  | C2  | 70  | Spice Engineering                 | Ray Bellm Gordon Spice                                | Spice-Tiga GC85 | 112 |
| 10                 | C1  | 24  | Cheetah Automobiles Switzerland   | Bernard de Dryver Pierre Dieudonné Claude Bourgoignie | Cheetah G604    | 110 |
| 11                 | C1  | 10  | Porsche Kremer Racing             | Marc Surer Kees Kroesemeijer                          | Porsche 956     | 108 |
| 12                 | C2  | 74  | Team Labatt                       | Frank Jelinski John Graham Stanley Dickens            | Gebhardt JC853  | 108 |
| 13                 | C2  | 90  | Jens Winther                      | David Mercer Jens Winther                             | URD C83         | 108 |
| 14                 | C2  | 79  | Ecurie Ecosse                     | David Leslie Mike Wilds                               | Ecosse C285     | 99  |
| 15                 | C2  | 82  | Griffo Autoracing                 | Pasquale Barberio Maurizio Gellini                    | Alba AR3        | 98  |
| 16                 | C2  | 88  | Arthur Hough Pressings            | Max Payne David Andrews Chris Ashmore                 | Ceekar 83J-1    | 94  |
| 17                 | C2  | 95  | Paec Lacaud Dominique             | Dominique Lacaud Gerard Brucelle Gérard Tremblay      | Sauber SHS C6   | 94  |
| 18                 | C2  | 105 | Jens Nykjaer                      | Jens Nykjaer Holger Knudsen                           | Nykjaer         | 91  |
| 19                 | C2  | 98  | R. B. Promotions Ltd.             | Paul Smith Mike Kimpton                               | Tiga GC285      | 88  |
| 20                 | GTX | 160 | Victor Racing Team                | Vittorio Coggiola Tony Palma Luigi Taverna            | Porsche 935     | 87  |
| 21                 | C1  | 13  | Cougar Primagaz                   | Henri Pescarolo Yves Courage                          | Cougar C12      | 87  |
| Nicht klassiert    |     |     |                                   |                                                       |                 |     |
| 22                 | B   | 158 | Sportwagen Center Dieter Oster    | Jürgen Hamelmann Jean-Paul Libert Marco Micangeli     | BMW M1          | 71  |
| 23                 | C2  | 93  | Louis Descartes                   | Louis Descartes Jacques Heuclin                       | ALD 01          | 63  |
| Ausgefallen        |     |     |                                   |                                                       |                 |     |
| 24                 | C2  | 80  | Carma FF                          | Carlo Facetti Martino Finotto Almo Coppelli           | Alba AR6        | 95  |
| 25                 | C1  | 1   | Rothmans Porsche                  | Jochen Mass Jacky Ickx                                | Porsche 962C    | 77  |
| 26                 | C1  | 19  | Brun Motorsport                   | Thierry Boutsen Stefan Bellof                         | Porsche 956B    | 77  |
| 27                 | C1  | 18  | Brun Motorsport                   | Oscar Larrauri Massimo Sigala                         | Porsche 956     | 70  |
| 28                 | C2  | 99  | R. B. Promotions Ltd.             | Jeremy Rossiter Thorkild Thyrring                     | Tiga GC284      | 53  |
| 29                 | C2  | 97  | Strandell Motors                  | Anders Olofsson Tryggve Gronvall                      | Strandell 85    | 38  |
| 30                 | C2  | 100 | John Bartlett Racing              | Max Cohen-Olivar Kenneth Leim Richard Jones           | Chevron B62     | 33  |
| 31                 | C1  | 66  | EMKA Productions Ltd.             | Tiff Needell James Weaver Steve O’Rourke              | EMKA C84/1      | 19  |
| 32                 | C1  | 52  | Jaguar                            | Jean-Louis Schlesser Hans Heyer                       | Jaguar XJR-6    | 14  |
| 33                 | C2  | 107 | Jean-Claude Ferrarin              | Jean-Claude Ferrarin Lucien Rossiaud                  | Isolia 001      | 1   |
| Nicht gestartet    |     |     |                                   |                                                       |                 |     |
| 34                 | C1  | 14  | Richard Lloyd Racing with Porsche | Jonathan Palmer David Hobbs                           | Porsche 956 GTi | 1   |
| 35                 | C1  | 1T  | Rothmans Porsche                  | Derek Bell Hans-Joachim Stuck Jochen Mass Jacky Ickx  | Porsche 962C    | 2   |
| 36                 | C2  | 80T | Carma FF                          |                                                       | Alba AR2        | 3   |
| 37                 | C1  | 4T  | Martini Racing                    |                                                       | Lancia LC2-85   | 4   |
| Nicht qualifiziert |     |     |                                   |                                                       |                 |     |
| 38                 | B   | 156 | Raymond Touroul                   | Thierry Perrier Raymond Touroul Philippe Dermagne     | Porsche 911SC   | 5   |

1 Unfall im Training
2 Trainingswagen
3 Trainingswagen
4 Ersatzwagen
5 nicht qualifiziert

### Nur in der Meldeliste
Hier finden sich Teams, Fahrer und Fahrzeuge, die ursprünglich für das Rennen gemeldet waren, aber aus den unterschiedlichsten Gründen daran nicht teilnahmen.
| Pos. | Klasse | Nr. | Team                              | Fahrer                                   | Chassis        |
| ---- | ------ | --- | --------------------------------- | ---------------------------------------- | -------------- |
| 39   | C1     | 20  | Brun Motorsport                   | Thierry Boutsen Marc Duez Gerhard Berger | Porsche 956    |
| 40   | C1     | 33  | John Fitzpartick Racing           |                                          | Porsche 956B   |
| 41   | C1     | 69  | Richard Lloyd Racing with Porsche |                                          | Porsche 956    |
| 42   | C2     | 72  | Sachs Sporting Gebhardt           |                                          | Gebhardt JC853 |
| 43   | C2     | 75  | A.D.A. Engineering                | Ian Harrower                             | Gebhardt JC843 |
| 44   | B      | 153 | Bauerle Farben Team               | Rolf Göring Fritz Müller                 | BMW M1         |

### Klassensieger
| Klasse | Fahrer                  | Fahrer       | Fahrer           | Fahrzeug        | Platzierung im Gesamtklassement |
| ------ | ----------------------- | ------------ | ---------------- | --------------- | ------------------------------- |
| C1     | Mauro Baldi             | Bob Wollek   | Riccardo Patrese | Lancia LC2-85   | Gesamtsieg                      |
| C2     | Ray Bellm               | Gordon Spice |                  | Spice-Tiga GC85 | Rang 9                          |
| B      | kein Teilnehmer im Ziel |              |                  |                 |                                 |
| GTX    | Vittorio Coggiola       | Tony Palma   | Luigi Taverna    | Porsche 935     | Rang 20                         |

### Renndaten
- Gemeldet: 44
- Gestartet: 33
- Gewertet: 21
- Rennklassen: 4
- Zuschauer: unbekannt
- Wetter am Renntag: warm und trocken
- Streckenlänge: 6,949 km
- Fahrzeit des Siegerteams: 5:00:23,420 Stunden
- Gesamtrunden des Siegerteams: 122
- Gesamtdistanz des Siegerteams: 847,778 km
- Siegerschnitt: 169,335 km/h
- Pole Position: Riccardo Patrese – Lancia LC2-85 (#4) – 2:05,910 = 198,658 km/h
- Schnellste Rennrunde: Jochen Mass – Porsche 962C (#1) – 2:10,730 = 191,359 km/h
- Rennserie: 7. Lauf zur Sportwagen-Weltmeisterschaft 1985